# Salem's Lot
Salem's Lot és una minisèrie dirigida per Tobe Hooper el 1979, basada en la novel·la homònima de Stephen King. És protagonitzada per David Soul i James Mason i tracta sobre un escriptor que torna al seu poble natal i descobreix que els vilatans s'han convertit en vampirs. Hi ha una adaptació per a televisió del 2004 de la TNT amb Warner Bros, amb Rob Lowe i Rutger Hauer com a protagonistes.

## Sinopsi
L'escriptor Ben Mears (David Soul) torna al poble de Jerusalem's Lot a escriure un llibre sobre una casa suposadament embruixada, coneguda com "La casa Marsten". Un estrany home anomenat Richard K. Straker (James Mason) compra la casa, per la qual cosa l'escriptor s'instal·la en una pensió. Al poble coneix una jove que es diu Susan Norton (Bonnie Bedelia) de qui s'enamora. Just després que l'escriptor arribi al poble, coses estranyes, esfereïdores i misterioses comencen a succeir: la gent comença a morir o a desaparèixer. En Ben i alguns habitants del poble descobreixen que Salem's Lot està sent envaït per vampirs i van a casa dels Marsten, on en Ben mata l'Straker i després, amb l'ajuda d'en Mark Petrie (Lance Kerwin), mata en Kurt Barlow (Reggie Nalder), el vampir principal, però la Susan es converteix en vampir i el seu pare és assassinat per l'Straker. En Ben i en Mark cremen la casa i els vampirs a dins, i se'n van per sempre de Salem's Lot.

## Repartiment
- David Soul: Ben Mears
- James Mason: Richard K. Straker
- Lance Kerwin: Mark Petrie
- Bonnie Bedelia: Susan Norton
- Lew Ayres: Jason Burke
- Ed Flanders: Bill Norton
- Fred Willard: Larry Crockett
- Reggie Nalder: Kurt Barlow